# 理文造紙
理文造紙有限公司（港交所：2314）是一家在香港交易所上市的工業公司，主要業務為生產牛皮箱板紙及瓦楞芯紙，分別在廣東東莞、江蘇常熟、重慶永川、廣西梧州、越南設有造紙廠。公司在1994年成立，在2003年9月26日於香港交易所上市，當時招股定價為每股4.17港元。
2009年宣佈1股分拆為4股。
大股東李運強通過其控制之法團持股54.09%（2012年12月31日）。
理文造紙在開曼群島註冊，董事會主席為李文俊，行政總裁為李文斌。
理文造紙在2005年和2015年贊助香港賀歲煙花匯演。